# Jouars-Pontchartrain
Jouars-Pontchartrain é uma comuna francesa na região administrativa da Île-de-France, no departamento de Yvelines. A comuna possui 5 831 habitantes segundo o censo de 2018.